# Spanierinden
Spanierinden er en amerikansk stumfilm fra 1916 af Cecil B. DeMille.

## Medvirkende
- Geraldine Farrar som Maria Rosa.
- Wallace Reid som Andreas.
- Pedro de Cordoba som Ramon.
- James Neill.
- Ernest Joy som Carlos.